# Frea aedificatoria
Frea aedificatoria är en skalbaggsart som först beskrevs av Hintz 1910.  Frea aedificatoria ingår i släktet Frea och familjen långhorningar.
Artens utbredningsområde är:
- Kenya.
- Zimbabwe.

Inga underarter finns listade i Catalogue of Life.